# Boris Papandopulo
Boris Papandopulo (Honnef, 25 de febrer de 1906 - Zagreb, 16 d'octubre de 1991) fou un compositor i director d'orquestra croat.

## Biografia
Boris Papandopulo començà la seua carrera musical com a director coral i director d'orquestra en Split (1935-1938 i posteriorment fou director de l'òpera en Split 1968-1974). Continuà després com a director coral de l'orquestra de radiotelevisió i de l'òpera a Zagreb (1940-1945), director teatral de l'òpera a (1943-1945), director i director teatral a Rijeka (1946-1948 i 1953-1959), i director de l'òpera a Sarajevo. Les seues al voltant de 400 composicions comprenen obres orquestrals i teatrals, música de cambra, obres per a instruments solistes, obres religioses, obres cantades i corals. Papandopulo combina elements de la música popular croata amb música dodecafònica tot això combinat amb una alta demanda de virtuositat.
Boris Papandopulo té en la història de la música croata un lloc molt especial. Com a fill de Konstantin Papandopulos, un baró d'origen grec (al pare del qual el tsar Alexandre III de Rússia com a recompensa per sufocar revoltes al Caucas li donà com a patrimoni una ciutat sencera:Stavropol) i de la gran cantant croata Maja Strozzi es va criar a Zagreb, acabà allà la seua formació acadèmica i passà pràcticament tota la seua vida exclusivament a Croàcia. Després de fer estudis musicals amb Franjo Dugan i el famós pedagog musical i compositor Blagoje Bersa, que li donaren classe de composició, es traslladà al Nou Conservatori Vienès, on es va formar com a director d'orquestra amb Dirk Fock. Fou soterrat al cementeri Mirogoj de Zagreb.

## Obra
A les seues composicions mesclà sovint influències del Jazz i del Folklore amb innovacions del segle xx, com el Dodecafonisme i feu incursions el l'àmbit de la música lleugera i les cançons de moda.